# Aglientu
Aglientu (Santu Francìscu di l'Aglièntu in gallurese) è un comune italiano di 1 189 abitanti della provincia della Gallura Nord-Est Sardegna, nella subregione storica della Gallura.

## Geografia fisica

### Territorio
Il capoluogo comunale è situato nell'immediato entroterra a pochi chilometri dal mare, arroccato a 420 m su delle colline granitiche.
- Classificazione sismica: zona 4 (sismicità irrilevante), Ordinanza PCM n. 3274 del 20/03/2003[4]

## Origini del nome
Il nome di Aglientu deriverebbe da Agliu ("bianco", "vuoto") e le numerose ricorrenze nei toponimi dei dintorni lo confermerebbero: Montiagliu, Agliacana, Frati Agli; Agliu. Una differente ipotesi ne attribuisce l'origine alla semplificazione fonetica del termine Alghjentu ("colore argento"), comunque avente la medesima etimologia e già presente nella denominazione dello stazzo Alghjentu.

## Storia
Il centro urbano risale a poco più di un secolo fa ma nel periodo nuragico era certamente abitato come si deduce dagli oltre sedici siti nuragici presenti. In epoca romana era attraversato da una via che congiungeva Olbia a Porto Torres passando per Santa Teresa di Gallura.
Nel 1959 è diventato comune autonomo staccandosi da Tempio Pausania.

### Simboli
Lo stemma e il gonfalone del comune di Aglientu sono stati concessi con decreto del presidente della Repubblica dell'11 gennaio 2002.

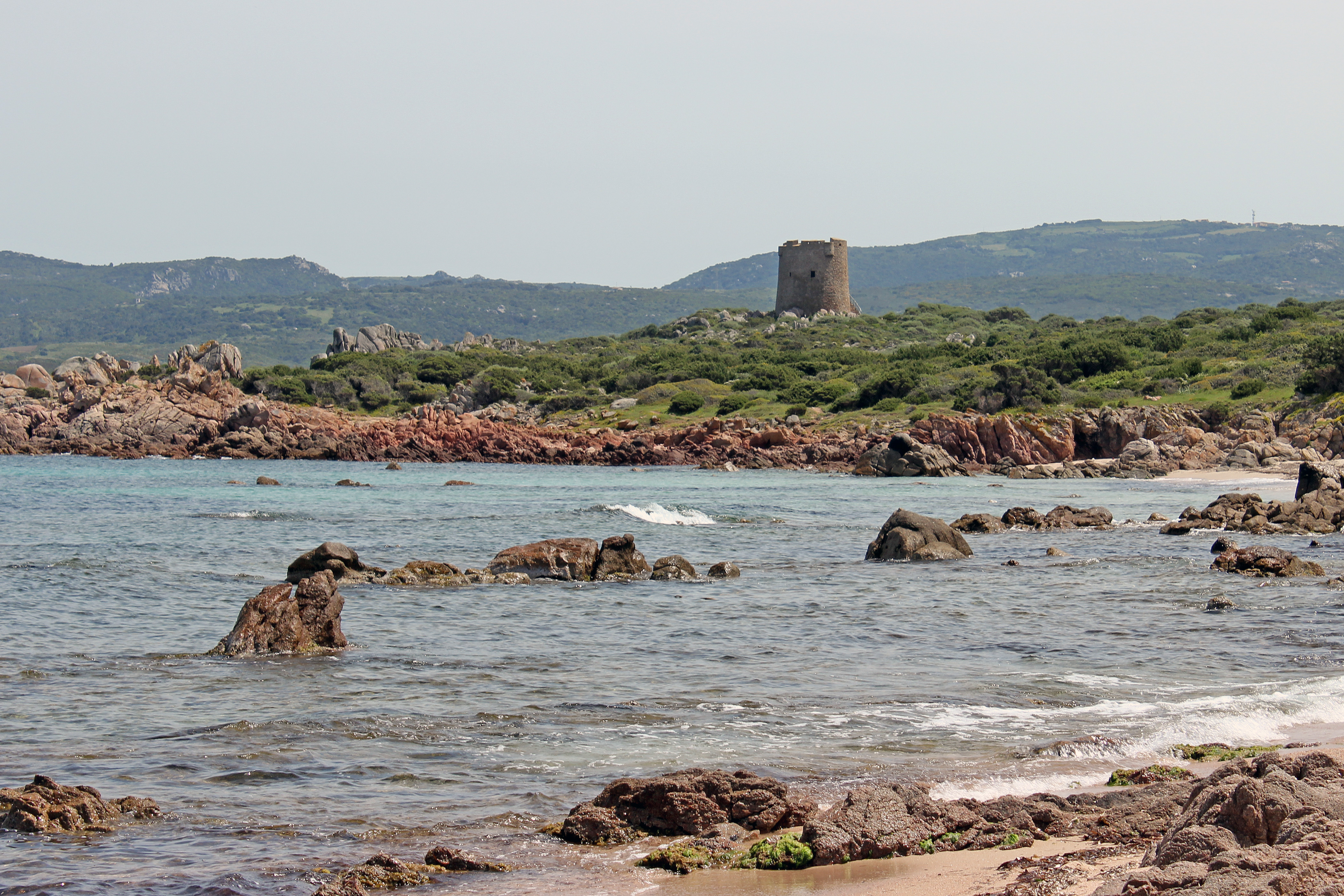
Torre di Vignola

Il gonfalone è un drappo di giallo.

## Società

### Evoluzione demografica
Abitanti censiti

### Etnie e minoranze straniere
Secondo i dati ISTAT la popolazione straniera residente al 31 dicembre 2010 era di 102 persone. Le nazionalità maggiormente rappresentate in base alla loro percentuale sul totale della popolazione residente erano:
- Germania 36 2,97%
- Romania 34 2,80%

### Lingue e dialetti
Il dialetto parlato ad Aglientu è il gallurese.

## Economia
È legata principalmente al turismo balneare. Sono praticati anche l'agricoltura, fra cui la produzione dei vini  Vermentino di Gallura DOCG, e l'allevamento di bovini. È fiorente la produzione artigianale di pasta fresca, dolci e pane. Nel territorio sono presenti tre campeggi affacciati direttamente sulla costa oltre a vari villaggi turistici.

## Amministrazione
| Periodo          | Periodo          | Primo cittadino  | Partito                                    | Carica  | Note   |
| ---------------- | ---------------- | ---------------- | ------------------------------------------ | ------- | ------ |
| 20 novembre 1994 | 29 novembre 1998 | Antonio Loriga   | lista civica                               | Sindaco | [ 8 ]  |
| 29 novembre 1998 | 25 maggio 2003   | Pietro Giorgioni | lista civica                               | Sindaco | [ 9 ]  |
| 25 maggio 2003   | 15 giugno 2008   | Pietro Giorgioni | liste civiche di centro-destra             | Sindaco | [ 10 ] |
| 15 giugno 2008   | 26 maggio 2013   | Gabriela Battino | lista civica "Insieme per Aglientu"        | Sindaco | [ 11 ] |
| 27 maggio 2013   | 10 giugno 2018   | Antonio Tirotto  | lista civica "Generazione Futura"          | Sindaco | [ 12 ] |
| 10 giugno 2018   | 29 maggio 2023   | Antonio Tirotto  | lista civica "Generazione futura"          | Sindaco | [ 13 ] |
| 29 maggio 2023   | in carica        | Marco Demuro     | lista civica "Aglientu generazione futura" | Sindaco | [ 14 ] |